# Grotta di Curtomartino
La grotta di Curtomarino è una cavità carsica la cui formazione risale a circa 2 milioni di anni fa, che si trova nei pressi di Acquaviva delle Fonti, nell'omonima contrada, alle spalle dell'ospedale Miulli.